# Olympische Sommerspiele 1956/Leichtathletik – 4 × 400 m (Männer)

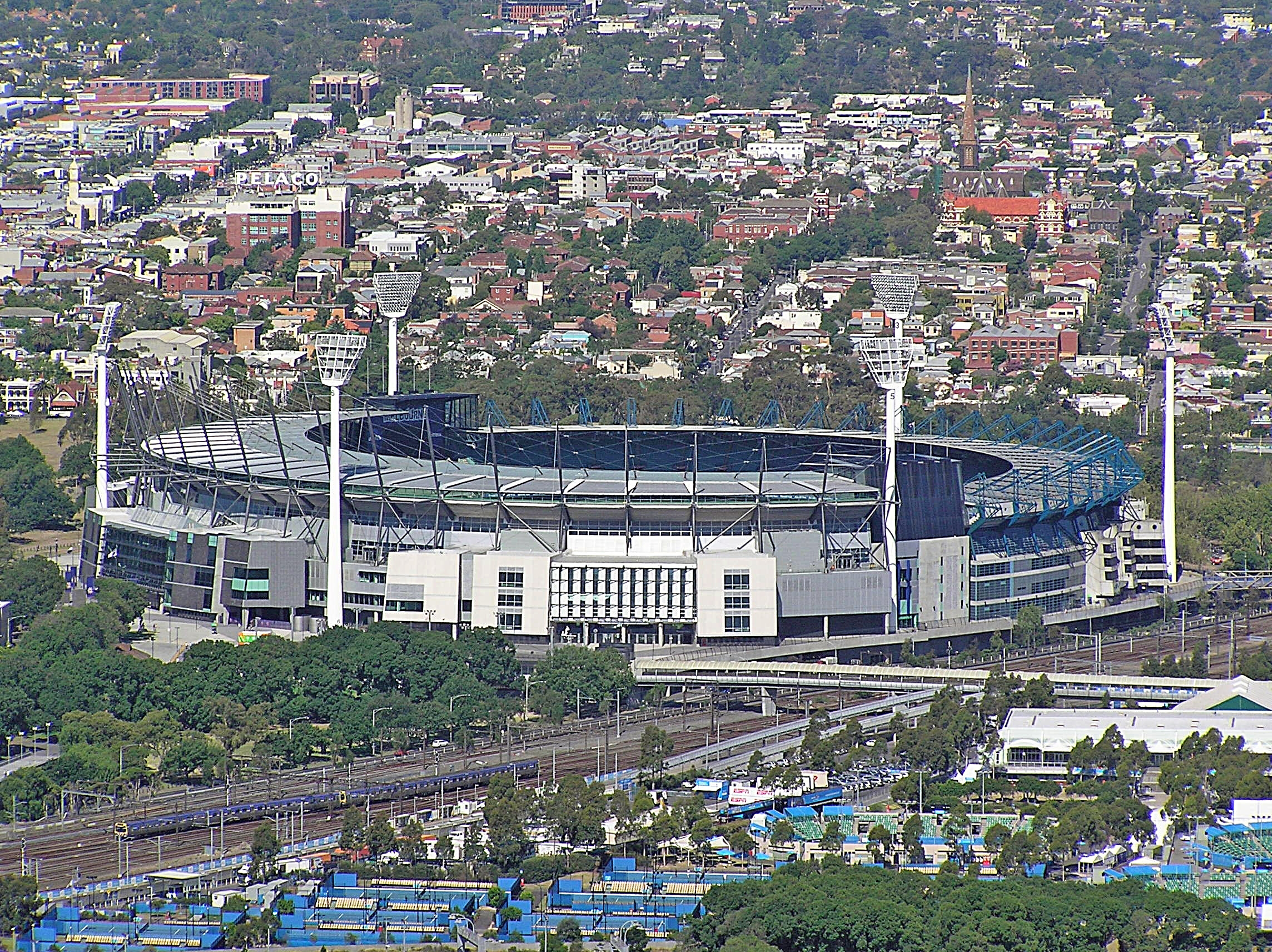
Melbourne Cricket Ground, Olympiastadion (hier im Jahr 2008)

Die 4-mal-400-Meter-Staffel der Männer bei den Olympischen Spielen 1956 in Melbourne wurde am 30. November und 1. Dezember 1956 im Melbourne Cricket Ground ausgetragen. In 15 Staffeln nahmen 61 Athleten teil.
Den Olympiasieg sicherte sich die Staffel der USA mit Lou Jones, Jesse Mashburn, Charles Jenkins und Tom Courtney.

Silber ging an die Mannschaft Australiens mit (Leon Gregory, Graham Gipson, Kevan Gosper und David Lean) sowie dem im Vorlauf außerdem eingesetzten John Goodman.

Die britische Staffel gewann in der Besetzung John Salisbury, Michael Wheeler, Peter Higgins und Derek Johnson die Bronzemedaille.
Schweizer und österreichische Teams nahmen nicht teil. Die deutsche Staffel konnte sich für das Finale qualifizieren und belegte dort Rang vier.

## Bestehende Rekorde
| Weltrekord         | 3:03,9 min | Jamaika (Arthur Wint, Leslie Laing, Herb McKenley, George Rhoden) | Finale OS Helsinki, Finnland | 27. Juli 1952 |
| Olympischer Rekord | 3:03,9 min | Jamaika (Arthur Wint, Leslie Laing, Herb McKenley, George Rhoden) | Finale OS Helsinki, Finnland | 27. Juli 1952 |

Der bestehende Olympia- und Weltrekord wurde bei diesen Spielen nicht erreicht. Die siegreiche US-Staffel verfehlte den Rekord im schnellsten Rennen, dem Finale, um neun Zehntelsekunden.

## Durchführung des Wettbewerbs
Die Staffeln traten am 30. November zu drei Vorläufen an. Die jeweils zwei besten Mannschaften – hellblau unterlegt – qualifizierten sich für das Finale, das 1. Dezember stattfand.

## Zeitplan
30. November, 16:35 Uhr: Vorläufe

1. Dezember, 17:10 Uhr: Finale
Anmerkung: Alle Zeiten sind als Ortszeit von Melbourne angegeben. (UTC + 10)

## Vorläufe
Datum: 30. November 1956, ab 16:35 Uhr

### Vorlauf 1
| Platz | Staffel          | Besetzung                                                   | Offizielle Zeit handgestoppt | Inoffizielle Zeit elektronisch |
| ----- | ---------------- | ----------------------------------------------------------- | ---------------------------- | ------------------------------ |
| 1     | Kanada           | Laird Sloan Doug Clement Murray Cockburn Terry Tobacco      | 3:10,6 min                   | 3:10,59 min                    |
| 2     | USA              | Lou Jones Jesse Mashburn Charles Jenkins Tom Courtney       | 3:10,6 min                   | 3:10,60 min                    |
| 3     | Tschechoslowakei | Jaroslav Jirásek Václav Janeček Vilém Mandlík Josef Trousil | 3:10,8 min                   | 3:10,96 min                    |
| 4     | Finnland         | Pentti Rekola Ossi Mildh Eero Kivelä Voitto Hellsten        | 3:11,4 min                   | 3:11,52 min                    |

### Vorlauf 2
| Platz | Staffel     | Besetzung                                                                   | Offizielle Zeit handgestoppt | Inoffizielle Zeit elektronisch |
| ----- | ----------- | --------------------------------------------------------------------------- | ---------------------------- | ------------------------------ |
| 1     | Deutschland | Jürgen Kühl Walter Oberste Manfred Poerschke Karl-Friedrich Haas            | 3:09,8 min                   | 3:09,88 min                    |
| 2     | Australien  | Leon Gregory Graham Gipson Kevan Gosper John Goodman (Vorlauf)              | 3:10,4 min                   | 3:10,57 min                    |
| 3     | Frankreich  | Jacques Degats Jean-Paul Martin du Gard Jean-Pierre Goudeau Pierre Haarhoff | 3:11,8 min                   | 3:11,76 min                    |
| 4     | Japan       | Kanji Akagi Keiji Ogushi Shigeharu Suzuki Yoshitaka Muroya                  | 3:13,8 min                   | 3:13,75 min                    |
| 5     | Puerto Rico | Ovidio de Jesús Ismael Delgado Frank Rivera Iván Rodríguez                  | 3:13,8 min                   | 3:13,81 min                    |
| 6     | Kolumbien   | Carlos Sierra Guillermo Zapata Alfonso Muñoz Jaime Aparicio                 | 3:27,4 min                   | k. A.                          |

### Vorlauf 3
| Platz | Staffel        | Besetzung                                                         | Offizielle Zeit handgestoppt | Inoffizielle Zeit elektronisch |
| ----- | -------------- | ----------------------------------------------------------------- | ---------------------------- | ------------------------------ |
| 1     | Großbritannien | John Salisbury Michael Wheeler Peter Higgins Derek Johnson        | 3:08,8 min                   | 3:08,76 min                    |
| 2     | Jamaika        | Keith Gardner George Kerr Malcolm Spence Melville Spence          | 3:11,0 min                   | 3:11,07 min                    |
| 3     | Sowjetunion    | Konstantin Gratschow Juri Litujew Anatoli Julin Ardalion Ignatjew | 3:11,2 min                   | 3:11,27 min                    |
| 4     | Kenia          | Kamau Wanyoke Kiptalam Keter Kibet Boit Bartonjo Rotich           | 3:17,6 min                   | 3:17,68 min                    |
| 5     | Äthiopien      | Ajanew Bayene Beyene Legesse Mamo Wolde Abebe Hailou              | 3:30,0 min                   | 3:29,93 min                    |

## Finale
| Platz | Staffel        | Besetzung                                                                                     | Offizielle Zeit handgestoppt | Inoffizielle Zeit elektronisch |
| ----- | -------------- | --------------------------------------------------------------------------------------------- | ---------------------------- | ------------------------------ |
| 1     | USA            | Lou Jones Jesse Mashburn Charles Jenkins Tom Courtney                                         | 3:04,8 min                   | 3:04,81 min                    |
| 2     | Australien     | Leon Gregory David Lean (Finale) Graham Gipson Kevan Gosper im Vorlauf außerdem: John Goodman | 3:06,2 min                   | 3:06,19 min                    |
| 3     | Großbritannien | John Salisbury Michael Wheeler Peter Higgins Derek Johnson                                    | 3:07,2 min                   | 3:07,19 min                    |
| 4     | Deutschland    | Jürgen Kühl Walter Oberste Manfred Poerschke Karl-Friedrich Haas                              | 3:08,2 min                   | 3:08,27 min                    |
| 5     | Kanada         | Laird Sloan Doug Clement Murray Cockburn Terry Tobacco                                        | 3:10,2 min                   | 3:10,33 min                    |
| DSQ   | Jamaika        | Keith Gardner George Kerr Malcolm Spence Melville Spence                                      |                              |                                |

Datum: 1. Dezember 1956, 17.10 Uhr
Die US-Staffel trat als klarer Favorit an.
Startläufer Lou Jones brachte die US-Mannschaft in Führung. Die Australier, die einen Wechsel in der Staffel – David Lean für John Goodman – vorgenommen hatten, konnten das Tempo 800 Meter lang halten. Doch ab der dritten Runde mussten sie abreißen lassen. Etwas überraschend ließen sie jedoch die höher eingeschätzten Staffeln aus Großbritannien und Deutschland hinter sich.
Die jamaikanische Mannschaft, vor vier Jahren in anderer Besetzung noch Olympiasieger, kam mit 3:11,3 min als letztes Team ins Ziel. Sie wurde nachträglich wegen Überschreiten der Bahnbegrenzung  disqualifiziert. Jamaikas Olympischer Rekord und Weltrekord vom Finale 1952 in Helsinki blieb hier in Melbourne unangetastet.
Die Zwischenstände von Wechsel zu Wechsel gestalteten sich folgendermaßen – Jamaika als disqualifizierte Staffel ist hier nicht mit aufgeführt:
- Wechsel 1: USA (Jones) 47,1 / AUS (Gregory) 47,2 / GER (Kühl) 47,5 / GBR (Salisbury) 47,6 / CAN (Sloan) 46,2
- Wechsel 2: USA (Mashburn 46,4) 1:33,5 / AUS (Lean 46,3) 1:33,5 / GBR (Wheeler 46,8) 1:34,4 / GER (Oberste 47,3) 1:34,8 / CAN (Clement 47,8) 1:36,0
- Wechsel 3: USA (Courtney 45,8) 2:19,0 / AUS (Gipson 46,6) 2:20,1 / GBR (Higgins 46,2) 2:20,7 / GER (Pörschke 47,0) 2:21,8 / CAN (Cockburn 47,5) 2:23,5
- Ziel: USA (Jenkins 45,5) 3:04,8 / AUS (Gosper 46,1) 3:06,2 / GBR (Johnson 46,5) 3:07,2 / GER (Haas 46,4) 3:08,2 / CAN (Tobacco 46,7) 3:10,2

Im neunten olympischen Finale lief die US-Staffel zu ihrem sechsten Sieg.

Die Staffel Australiens gewann die erste Medaille für ihr Land in dieser Disziplin.